# Sur le front rouge
Pour plus de détails, voir Fiche technique et Distribution.

Sur le front rouge (en russe : На красном фронте) est un film d'espionnage de court-métrage de propagande russe muet en noir et blanc réalisé par le théoricien du cinéma Lev Koulechov en 1920. Il est considéré comme perdu.

## Synopsis
Pendant la Guerre civile russe, le commandant d'une unités de l'Armée rouge transmet un rapport secret au quartier général. En cours de route, un espion polonais vole le document confidentiel mais il est poursuivit par un soldat de l'Armée rouge. Les deux montent à bord d'un train et après un combat sur le toit d'un wagon, le soldat vainc son adversaire.

## Fiche technique
- Titre : Sur le front rouge
- Titre original : Na krasnom fronte
- Réalisation : Lev Koulechov
- Photographie : Piotr Ermolov
- Pays d'origine : Empire russe
- Format : Noir et blanc - 1,33:1 - Film muet
- Durée : 18 minutes
- Date de sortie : Empire russe : 1920

## Distribution
- Aleksandra Khokhlova
- Lev Koulechov
- Leonid Obolenski